# Maisto

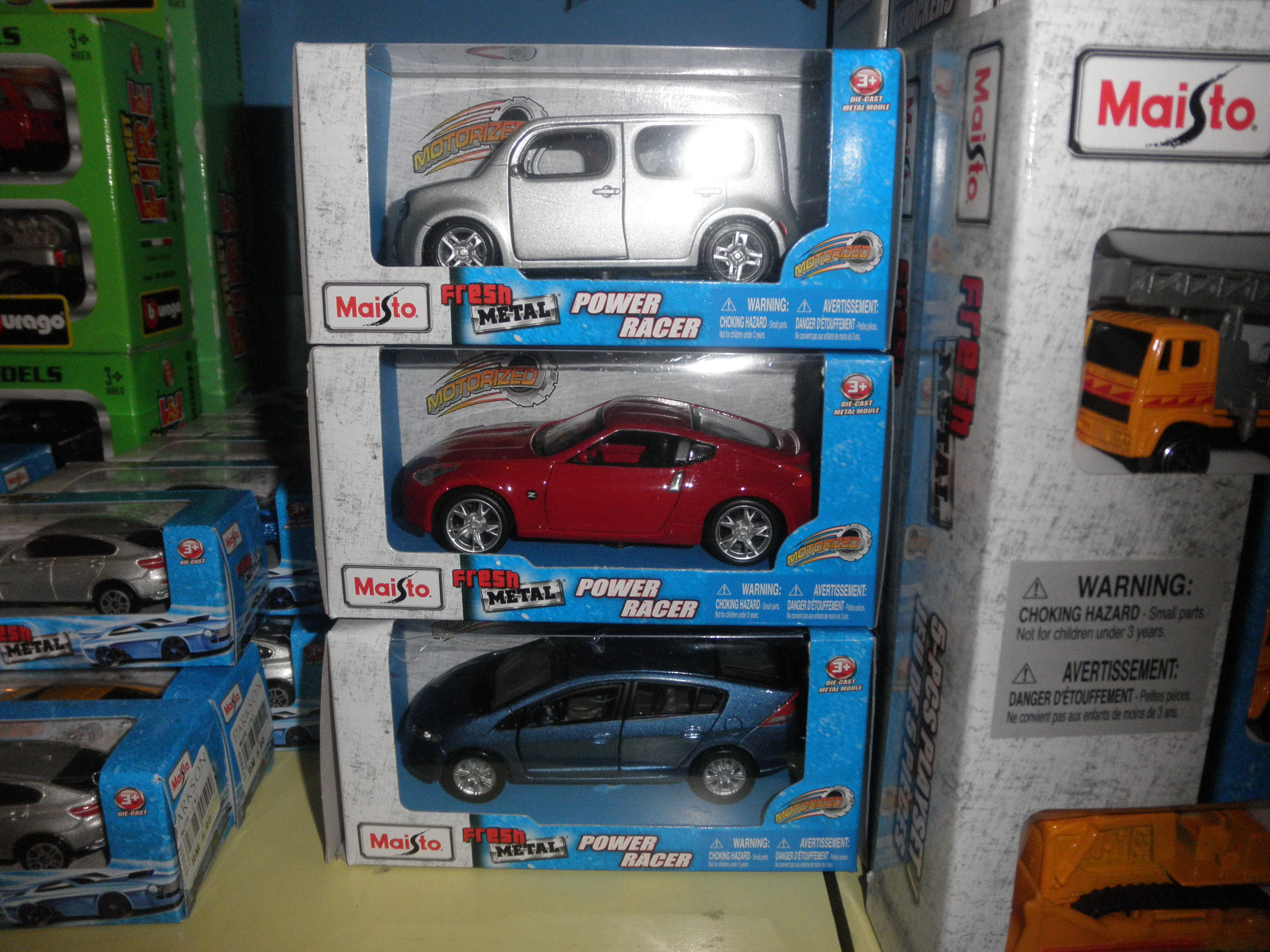
マイストのミニカー

Maisto（マイスト）は、アメリカのミニカーメーカーのひとつ。

## 概要
1967年に設立し、かつてはMCトイという社名であったが、1990年代にマイストに変更された。
アメリカ・カリフォルニア州に拠点を置く。香港のメイチョングループが親会社となってる。
自動車、航空機、オートバイのダイキャストモデルを製造している。
1/24、1/18スケールなどの大きめのスケールのミニカーを安価でラインナップしている。